# Impuesto de san Demetrio
El impuesto de san Demetrio (en serbio: Светодмитарски доходак, en bosnio: Svetodmitarski dohodak) fue el impuesto anual que la República de Ragusa pagaba a los gobernantes de Serbia, y más tarde a los monarcas de Bosnia, para tener derecho al libre comercio en sus países desde el siglo XIII hasta 1463.

## Historia
Ragusa comenzó a pagar un impuesto de dos mil perpers al año al rey serbio Esteban Uroš I. Las fuentes escritas de Dubrovnik, capital de Ragusa, informan de un pago al rey Esteban el Primercoronado y su hijo, Esteban Vladislav (que recibió mil perpers); podría ser un tributo anual o un regalo o pago por el libre comercio. Durante el reinado de Esteban Dragutin, el pago anual se llamaba impuesto de san Demetrio, porque la fecha límite de pago era la fiesta de este santo.
Tras la conclusión del Tratado de Zadar en Venecia en 1358, el rey Luis I de Hungría, como protector de Dubrovnik, exigió que se le pagara este impuesto y otro más por la ciudad de Ston. Con el permiso del zar serbio Esteban Dušan, el impuesto se pagaba a veces a los gobernantes de Trebinje, Konavle y Dračevica. Durante la existencia del Imperio serbio, el impuesto también se pagó al señor feudal de Hum, Vojislav Vojinović. Después de su muerte, Nicolás Altomanović, sobrino de Vojislav, exigió que le pagaran impuestos, que en 1372 firmó la paz con la República de Ragusa y recibió dos mil perpers de ella. Después de la división del territorio gobernado por Nicolás Altomanović, la dinastía Balšić, que gobernaba en Zeta, adquirió el derecho a recibir el impuesto de san Demetrio. Con la expansión del Reino de Bosnia en la segunda mitad del siglo XIV, el rey Tvrtko I recibió este impuesto. Dubrovnik pagaría el impuesto a los reyes bosnios hasta la conquista otomana de Bosnia en 1463.
Un tributo de dos mil quinientos perpers se menciona en las cartas adjuntas de los reyes bosnios Esteban Ostoja, Esteban Ostojić, Esteban Tvrtko II y Esteban Tomašević. 